# Camaridium vestitum
Camaridium vestitum är en orkidéart som först beskrevs av Olof Swartz, och fick sitt nu gällande namn av John Lindley. Camaridium vestitum ingår i släktet Camaridium och familjen orkidéer. Inga underarter finns listade i Catalogue of Life.

## Bildgalleri

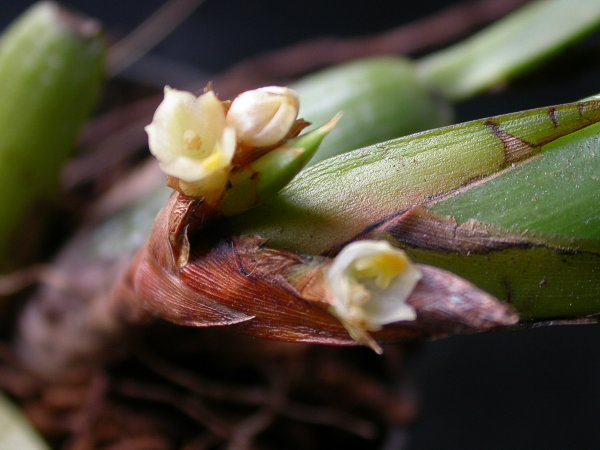
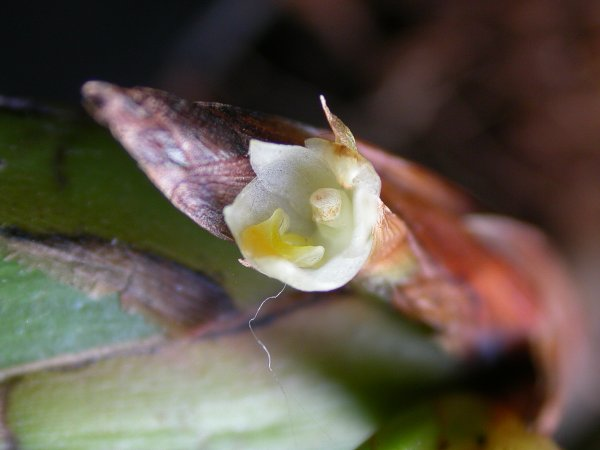
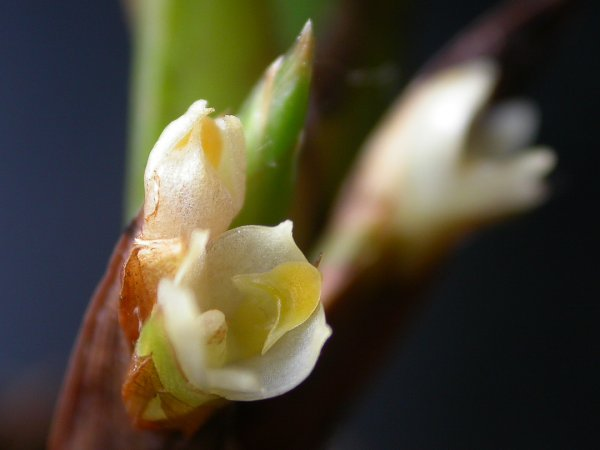
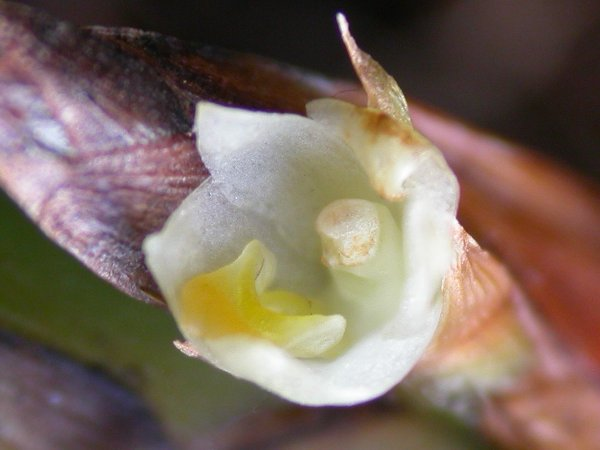
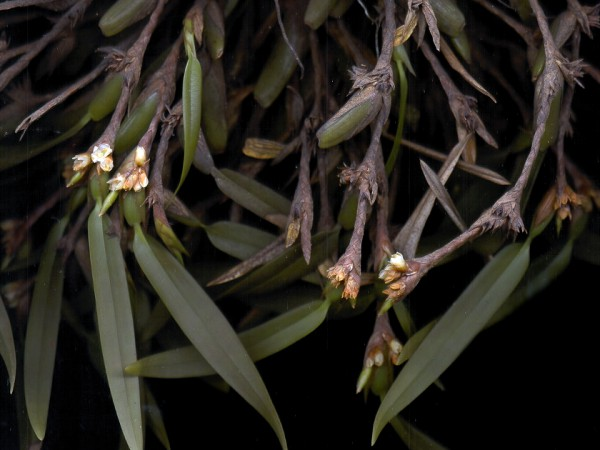
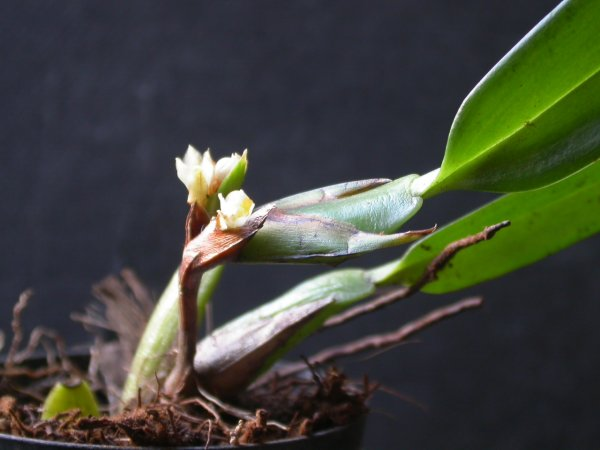